# 阿纳托利·格卢申科夫
阿纳托利·叶戈罗维奇·格卢申科夫（羅馬化：Anatoliy Yegorovich Glushenkov；1942年11月20日—2018年1月16日）是俄罗斯政治家，1993年至1998年担任斯摩棱斯克州州长。值得注意的是，格卢申科夫是第一位民选的斯摩棱斯克州州长。

## 职业生涯
格卢申科夫是斯摩棱斯克的一名制造商，当时是一家冰箱厂的厂长，1993年4月25日当选为斯摩棱斯克州州长，成为该地区第一位民选州长。格卢申科夫击败了时任州长瓦列里·法捷耶夫，后者是俄罗斯民主选择党的成员，他被总统鲍里斯·叶利钦任命为斯摩棱斯克州州长。
格卢申科夫州长任期从1993年到1998年。1998年5月，他在连任中输给了俄罗斯联邦共产党的亚历山大·普罗霍罗夫。
离开州长办公室后不久，格卢申科夫搬到了莫斯科。他当选为国家联邦委员会成员，并担任独立国家联合体委员会主席。他于2000年代末退出政坛。

## 逝世
阿纳托利·格卢申科夫于2018年1月16日在斯摩棱斯克去世，享年76岁。